# Dreyfus (1930)
Dreyfus ist ein deutsches Filmdrama aus dem Jahre 1930 um einen Alfred Dreyfus betreffenden historischen Justizskandal mit Fritz Kortner in der Titelrolle. Regie führte Richard Oswald.

## Handlung
Im September 1894 wird der französische Nachrichtendienst auf einen Spionagefall in Paris aufmerksam. Es sollen militärische Geheimnisse an den deutschen Militärattaché in Paris, Maximilian von Schwartzkoppen, weitergegeben worden sein. „Im Interesse der Armee“, so heißt es, muss der Kriegsminister Auguste Mercier rasch einen Schuldigen finden. Aufgrund leichtfertig konstruierter Indizien wird am 15. Oktober desselben Jahres der bislang völlig unbescholtene, im Elsass geborene jüdische Hauptmann im Generalstab Alfred Dreyfus verhaftet. Antisemitische Hetze in Presse, Militär und Politik entfacht im Paris der 1890er Jahre rasch ein Kesseltreiben gegen den mutmaßlichen Verräter.
Ein Komplott ranghoher Militärs in Paris besiegelt schließlich dessen Schicksal. Dreyfus wird wegen Landesverrats zu lebenslanger Verbannung verurteilt, aus der Armee ausgestoßen und auf die Teufelsinsel vor der Küste Südamerikas deportiert. Unter unmenschlichen Verhältnissen muss Dreyfus vier Jahre lang auf der heißen und unwirtlichen Gefängnisinsel leben, während seine Frau und sein Bruder Mathieu in Paris unermüdlich um seine Rehabilitation kämpfen. Als der neue Chef des Nachrichtendienstes, Oberst Picquart, Beweise für Dreyfus’ Unschuld findet, wird man im Kriegsministerium und im Generalstab unruhig. Ein Irrtum dieser hohen Herren in dieser heiklen Angelegenheit, die bereits so viel Staub aufgewirbelt hatte, so ist man sich einig, darf nicht sein – zu sehr hängen davon das eigene Selbstverständnis und politische Karrieren der im Kastendenken verhafteten Generäle und Politiker ab. Ein einmal ausgesprochener Schuldspruch darf nicht angezweifelt werden, und eine antisemitische Grundströmung im französischen Militär tut ihr Übriges, um ein Interesse an der Aufdeckung der wahren Umstände im Keim zu ersticken.
Tatsächlich stellt sich schließlich Major Walsin-Esterházy als wahrer Verräter nationaler Geheimnisse heraus. Doch die Staatsraison wiegt schwerer als die Wahrheit, und so wird dieser trotz erdrückender Beweise freigesprochen. Da erscheint eines Tages der Schriftsteller Émile Zola auf der Bildfläche und sorgt mit seinem offenen Brief „J’accuse“ an den französischen Staatspräsidenten für mächtigen Wirbel. Er provoziert einen Prozess gegen sich, um in diesem die Unschuld vom degradierten und unehrenhaft entlassenen Hauptmann Dreyfus zu beweisen.
Doch auch die 1898 folgende Schwurgerichtsverhandlung gegen Zola bringt nicht die erhoffte Wende. Der Schriftsteller und Kämpfer auf der Suche nach der von ganz oben vertuschten Wahrheit wird verurteilt und geht daraufhin ins Exil nach England. Erst als am 30. August 1898 Major Henry gesteht, Dokumente, die einst zu Dreyfus’ Verurteilung geführt hatten, gefälscht zu haben, wird im Jahre 1899 das Urteil gegen Dreyfus aufgehoben. Aber auch der zweite Prozess gegen ihn endet trotz des entlastenden Materials am 9. September desselben Jahres mit seiner Verurteilung zu zehn Jahren Festung.
Ganze zehn Tage darauf wird er hingegen begnadigt. Von der auszehrenden Festungshaft auf der Teufelsinsel und dem jahrelangen Kampf, seinen guten Ruf wiederherzustellen und seine Unschuld zu beweisen, gesundheitlich schwer gezeichnet, erreicht Alfred Dreyfus schließlich am 12. Juli 1906 endgültig seine Rehabilitierung. Er wird im Range eines Majors wieder in die Armee aufgenommen und schließlich zum Ritter der Ehrenlegion geschlagen.

## Produktionsnotizen
Der Film entstand nach einer Vorlage von Bruno Weil, der den Film mit einer kurzen Ansprache eröffnet, und erhielt die Prädikate „künstlerisch“ und „volksbildend“.
Dreyfus wurde am 16. August 1930 im Berliner Gloria-Palast uraufgeführt.
Die Filmbauten entwarfen Hermann Warm und Franz Schroedter, Guido Bagier und Hans Grimm sorgten für den Ton, die umfangreichen Offizierskostüme entstammten von H. J. Kaufmann Theaterkunst, und die Aufnahmeleitung übernahm Hellmut Schreiber. Als französischer Sachverständiger fungierte André Obrecht.
Unmittelbar nach diesem Film drehten F. W. Kraemer und Milton Rosmer in England ebenfalls einen Dreyfus-Film unter demselben Namen, dem ein Schauspiel von Hans José Rehfisch und Wilhelm Herzog zugrunde lag. Den Dreyfus in dieser Fassung spielte Cedric Hardwicke.

## Kritiken
Leo Hirsch lobte im Berliner Tageblatt: „Das ist eine Spitzenleistung, ernst und voller Geladenheit, dramatisch und ohne Kompromiß, hervorragend gespielt und aufgenommen mit Herz und Verstand. Dieser Film ist so, daß man eine andere Bearbeitung sich nicht vorstellen kann.“ Hirschs Resümee: „Ein epischer Film, eine Chronik, Ereignis folgt auf Ereignis, wie in de Costers „Ulenspiegel“. Richard Oswalds Regie ist hier so ausgezeichnet, daß alles wie natürlich geschehen wirkt. Und selbst, was arrangiert, ateliermäßig gestellt erscheint, muß so sein, um ebendiese Kulissen um Menschen und Begriffe darzustellen, die im Leben böser als im Kino wirken. Die Menschen sprechen, was nottut, ohne Pose. Sie schreien manchmal, sie lachen, sie zittern, Effekte des Affekts, und es muß so sein.“
In Der Abend ist hingegen zu lesen: „Die Persönlichkeit Dreyfus aber, dessen Geschicke, seine Degradation, sein Martyrium auf der Teufelsinsel, sein zweiter Prozeß und seine Rehabilitierung vor uns erstehen, erweckt lange nicht das leidenschaftliche Interesse wie der Kampf Zolas und seiner Gefährten. Das individuelle Unglück kann uns erschüttern, aber das öffentliche Interesse, die Steigerung zum Kampf für das Recht aller, ist der wirkliche Fall Dreyfus. Der Regisseur Oswald gibt natürlich viele packende Szenen. Er ist ein Meister des Details, aber in dem Allzuvielen verliert er die große Linie und die zusammenfassende Wirkung. Der Eindruck des Dramas war viel geschlossener und wirksamer. Trotzdem wird der Film auch seine aufklärende und agitatorische Rolle spielen.“
Das Lexikon des Internationalen Films schreibt: „Mit der Schauspielerelite der Weimarer Republik besetzt, die sich hier eindrucksvoll engagiert, plädiert der Film von 1930 über den historischen Justizskandal hinaus für Menschlichkeit und Gerechtigkeit überall.“
Auch der Evangelische Film-Beobachter ist voll des Lobes: „Ein historischer Film mit echt menschlichen Zügen und hoher Sittlichkeit, der auch heute noch mit Gewinn gesehen werden kann.“
In einer vergleichenden Rezension (mit anderen Dreyfus-Verfilmungen) von 2020 wird der Film dagegen als statisch und wenig spannend beschrieben.